# Hammettova kyselostní funkce
Hammettova kyselostní funkce udává sílu kyselin – chemicky řečeno vyjadřuje skutečnou hodnotu aktivity kyselých protonů H+.
Je závislá na poměru vody a organické části rozpouštědla – z této směsi nelze určit přesnou hodnotu pH, proto byla zavedena Hammettova kyselostní stupnice.

## Značení
Značí se písmenkem H s indexem o – čím větší číslo je, tím silnější (koncentrovanější) látka je.

## Výskyt
Nejčastěji u superkyselin, kam se řadí mimořádně silné kyseliny – resp. silnější než je koncentrovaná 98% kyselina sírová.
Nejsilnější kyselinou na světě je kyselina hexafluoroantimoničná, která má hodnotu v Hammettově stupnice Ho= −31,3.
Zároveň velmi silnou kyselinou je i kyselina chloristá HClO4 Ho= −13,0.